# Lenox (Géorgie)
Pour les articles homonymes, voir Lenox.
Lenox est une ville américaine située dans le comté de Cook, en Géorgie. Selon le recensement de 2020, sa population est de 752 habitants.